# Galgula vesca
Galgula vesca là một loài bướm đêm trong họ Noctuidae.